# Thysanoprymna morio
Thysanoprymna morio là một loài bướm đêm thuộc phân họ Arctiinae, họ Erebidae.